# Dobrinski red
Dobrinski red (poljsko Zakon Dobrzyński, nemško Orden von Dobrin), znan tudi kot Dobrinski bratje (poljsko Bracia Dobrzyńscy) je bil vojaški red, ki so ga ustanovili v 13. stoletju med križarskim pohodom proti Prusom na mejnem ozemlju med Mazovijo in Prusijo.  Dobrinski bratje naj bi branili Poljsko pred vpadi baltskih Prusov.
Dobrinski vitezi so bili majhen del veliko večjega in starejšega reda Fratres Milites Christi de Prussia,
(de Dobrin, de Dobrzyń ali de Mazovia) in dobili vzdevek Pruski konjeniki Jezusa Kristusa.
Red je ustanovil prvi pruski škof Kristijan iz Olive  (1216–1228), da bi zaščitil Mazovijo in Kujavijo pred napadi poganskih Prusov, ki so kljubovali poskusom vojvode Konrada I. Mazovskega, da bi jih podjarmil.
Po pisanju Jana Długosza je ustanovitev reda potrdil papež Gregor IX. (1227–1241) leta 1228. Vojvoda Konrad je vitezom podelil mesto Dobrzyń (Dobrin) in okoliško Dobrinsko deželo (nemško Dobriner Land), ozemlje južno od in zahodno od Prusije. Dobrinski red je bil edini vojaški red, ustanovljen na ozemlju Poljske.
Red je sprva tvorilo petnajst nemških vitezov iz Spodnje Saške in Mecklenburga, ki jih je vodil mojster Brunon.
Red je nudil pomoč cistercijanskim misijonarjem v Prusiji in zaščito pred napadi poganskih pruskih plemen. Njihovo ideologijo so predstavljala njihova oblačila – čez oklep so nosili  bela ogrinjala  z navzdol obrnjenim rdečim mečem in rdečo zvezdo, ki je predstavljala Jezusova razodetja nekristjanom. Pravila njihovega reda so temeljila na pravilih Livonskega reda in Viteškega reda templjarjev.
Zaradi skromnih vojaških uspehov v boju proti Prusom in njihovega majhnega števila, največ 35 vitezov, se je okoli leta 1235 večina vitezov pridružila Tevtonskim vitezom, kar je dovoljevala papeška zlata bula iz Rietija.
Leta 1237 je Konrad preostale brate preselil v Drohičin, da bi povečal vojaško moč te postojanke. Dobrinski bratje so bili nazadnje omenjeni leta 1240, ko je Drohičin zavzel galicijski princ Daniel.